# ام هاجر
ام هاجر (به عربی: أم هاجر) شهری در چاد است که در Batha Est واقع شده‌است. أم هاجر ۳۶۰ متر بالاتر از سطح دریا واقع شده‌است.